# بيلوزيرسكويي (كورغان)
بيلوزيرسكويي (بالروسية: Белозерское) هي مدينة في مقاطعة كورغان أوبلاست في روسيا.
يبلغ عدد سكانها حوالي 4216 نسمة.